# Z3
 Denne artikel omhandler en computer. Opslagsordet har også en anden betydning, se BMW Z3.
Z3, skabt af den tyske ingeniør Konrad Zuse, var den første
fungerende, programmerbare, fuldt automatiske maskine, med hovedparten af de egenskaber som normalt bruges som definition af en computer. Den eneste manglende egenskab var en betinget hop-instruktion.
Til opbygning af Z3 blev anvendt 2,200 relæer, den havde en clockfrekvens på ca. 5–10 Hz og en ordlængde på 22 bits. Maskinen udførte beregninger i binær floating point aritmetik. 
Z3 blev færdiggjort i 1941 og blev demonstreret for et publikum af forskere i Berlin den 12. maj samme år. Zuses firma Zuse KG byggede i 1960'erne en fuldt funktionsdygtig kopi af den originale Z3. Denne kopi er i dag udstillet på Deutsches Museum. I 1998 blev det bevist at Z3 er Turing-komplet.

## Z3 i forhold til tidligere og senere computere
- Z3 var, i modsætning til den første ikke-programmerbare computer, som byggedes af Wilhelm Schickard i 1623, fuldt ud programstyret.

- Z3 er et af de tidligste eksempler på implementering af en maskine med binært talsystem. Claude Shannon havde i 1937 påvist at elektroniske relæer kan anvendes til implementering af maskiner til beregninger med binært talsystem, men Z3 var den første praktiske udførelse af denne ide.

- Det første computerdesign blev skabt at Charles Babbage i midten af 1800-tallet. Dette design kunne imidlertid ikke realiseres med den tids teknologi og var endvidere kompliceret på grund af anvendelse af decimalt talsystem. En fungerende maskine efter Babbages design blev dog realiseret i 1991.

- Ada Lovelace beskrev i 1800-tallet programmer for en maskine efter Babbages design, og regnes derfor som den første programmør. Lovelaces programmer kunne imidlertid ikke udføres, hvorfor man med nogen ret kan tilskrive Zuse æren af at være den første programmør i praksis.

- Colossus, en britisk computer til kodebrydning, var elektronisk, idet den delvist var baseret på radiorør i modsætning til Z3, men den havde en meget specialiseret anvendelse.

- ENIAC, den første amerikanske computer, blev færdiggjort i 1945, fire år efter Z3. ENIAC var bygget med radiorør til at implementere kontakter hvor Z3 var bygget med relæer. ENIAC brugte decimaltal hvor Z3 var binær. Indtil 1948 var det nødvendigt (fysisk) at flytte kabler på ENIAC for at ændre dens program, hvor Z3 læste sit program fra bånd (i praksis huller i en filmstrimmel). Moderne computere benytter transistorer i stedet for relæer, men den grundlæggende arkitektur af en moderne computer er tættere på Z3's end på ENIAC's.

- Z3 læste sit program fra et eksternt medie (film). Maskinerne Manchester Baby fra 1948 og EDSAC fra 1949 anvendte som de første i verden interne lagrede programmer. Ideen med at bruge et lagret program tilskrives normalt Neumann, Eckert og Mauchly. Zuse har imidlertid beskrevet den samme ide så tidligt som 1936, men ikke implementeret den i Z3.

## Z3's egenskaber og status somcomputer
- Det var muligt at programmere løkker på Z3, men maskinen havde ikke nogen betinget hop-instruktion. Ikke desto mindre er det i 1998 påvist, at det er muligt at implementere en universel Turingmaskine på Z3, omend det vil være meget kompliceret.

- Zuse var oprindelig bygningsingeniør, og hans interesse for computere udsprang af hans behov for at udføre beregninger inden for sit egentlige felt. I den sammenhæng kan det bemærkes, at Z3 havde et praktisk instruktionssæt til tekniske anvendelser, og at Z3 på en lang række områder var opbygget som moderne computere. Z3 kan i den forstand regnes som den tidligste fuldt automatiske, programmerbare computer.